# Шмидт, Церстин
Церстин Шмидт (нем. Cerstin Schmidt; 5 марта 1963, Цвиккау, ГДР) — немецкая саночница, выступавшая за сборную ГДР в 1980-е годы. Принимала участие в зимних Олимпийских играх 1988 года в Калгари и выиграла бронзовую медаль в программе женских одиночных заездов.
Церстин Шмидт трижды получала подиум чемпионатов мира, в её послужном списке одна золотая награда (1987) и две серебряные (1981, 1985) — все три в программе женских одиночных стартов. Четыре раза спортсменка становилась призёркой чемпионатов Европы, в том числе один раз была первой (одиночные заезды: 1986) один раз второй (смешанные команды: 1988) и дважды третьей (одиночные заезды: 1984, 1988). Дважды выигрывала общий зачёт Кубка мира, в сезонах 1984—1985 и 1986—1987.